# Transnacionalismo cinematográfico
El cine transnacional o Transnacionalismo cinematográfico es un concepto en desarrollo dentro de los estudios cinematográficos que abarca una serie de teorías relacionadas con los efectos de la globalización sobre los aspectos culturales y económicos del cine. Incorpora los debates e influencias del Posnacionalismo, Poscolonialismo, consumismo y Tercer Cine, entre muchos otros temas.
Los debates transnacionales sobre el cine consideran el desarrollo y los efectos posteriores de las películas, cines y directores que abarcan fronteras nacionales.

## Debates principales
Un argumento clave del cine transnacional es la necesidad de redefinir, o incluso refutar, el concepto de cine nacional. La identidad nacional se ha planteado como una "comunidad imaginaria" que en realidad está formada por muchas comunidades separadas y fragmentadas definidas más por la clase social, la clase económica, la sexualidad, el género, la generación, la religión, la etnia, la creencia política y la moda que por la nacionalidad.
Las prácticas cada vez más transnacionales en materia de financiación, producción y distribución cinematográficas, combinadas con la "comunidad imaginada", proporcionan así la base para un cambio argumentado hacia un mayor uso de las perspectivas transnacionales, más que nacionales, dentro de los estudios cinematográficos. La comunicación global a través de Internet también ha dado lugar a cambios dentro de la cultura y ha resultado en películas que trascienden las fronteras nacionales percibidas.

## Importancia
El concepto de cine transnacional es importante porque podrá cambiar la manera en que se aborda el cine de las diferentes culturas. La mayoría de las veces el enfoque es eurocéntrico y el campo del cine está lleno de sesgos. Se trata principalmente de cómo la cultura occidental ve la cultura oriental.
La definición del cine transnacional debe hacerse con cuidado. Debe desafiar y criticar el orientalismo que está arraigado en los estudios cinematográficos. También debe diferenciarse del cine mundial, que marca a los cines de países que no son anglófonos como "otros" y los vincula en una categoría sin darse cuenta de que cada uno de ellos tiene una cultura e identidad únicas.
"En el estudio del cine, un transnacionalismo crítico no hace gueto al cine transnacional en espacios intersticiales y marginales, sino que más bien interroga cómo estas actividades cinematográficas negocian con el país a todos los niveles -desde la política cultural hasta las fuentes de financiación, desde el multiculturalismo de la diferencia hasta cómo reconfigura la imagen de la nación de sí misma".

## Definición actual
El amplio alcance de los temas relacionados con el cine transnacional ha suscitado algunas críticas sobre su definición exacta, como señala Mette Hjort:
(...) hasta la fecha, el discurso del transnacionalismo cinematográfico se ha caracterizado menos por teorías y enfoques contrapuestos que por una tendencia a utilizar el término "transnacional" como un calificativo en gran medida evidente que sólo requiere una mínima aclaración conceptual.
Posteriormente, Hjort, John Hess y Patricia Zimmerman, entre otros, han intentado definir claramente la utilización y aplicación de las teorías cinematográficas transnacionales. 